# Baké
Baké  è un comune del Ciad situato nel dipartimento di Kouh Occidentale, provincia del Logone Orientale.